# گمینا ایزبیتسا
گمینا ایزبیتسا (به لهستانی:  Gmina Izbica) یک گمینا در لهستان است که در شهرستان کراسنستاف واقع شده‌است. گمینا ایزبیتسا ۱۳۸٫۶۶ کیلومتر مربع مساحت و ۸٬۹۴۲ نفر جمعیت دارد.